# Valeriana uliginosa
Valeriana uliginosa là một loài thực vật có hoa trong họ Kim ngân. Loài này được (Torr. & A.Gray) Rydb. miêu tả khoa học đầu tiên năm 1901.